# Арника Лессинга
Арника Лессинга (лат. Arnica lessingii) — многолетнее травянистое растение, вид рода Арника (Arnica) семейства Астровые.

## Распространение и экология
Ареал вида охватывает Камчатку, Аляску и Алеутские острова.
Произрастает в субальпийском и альпийском поясе гор.

## Биологическое описание
Корневище тонкое, красно-бурое, маловетвистое или простое, голое, одетое бурыми листовидными чешуями на явно отставленных узлах и сближенных только у верхушки.
Стебель высотой 6—40 см, одиночный или в числе нескольких, прямой, внизу часто несколько приподнимающийся, цилиндрический, безлистный или с 1—3(4) парами листьев, покрытый многоклеточными, слегка красноватыми волосками, в нижней части стебля более рассеянными, вверху густыми.
Прикорневые листья овальные или продолговатоовальные, лопатчатые, реже только продолговатые, длиной 3—7 (10) см, шириной 1—2 см, суженные в очень короткий черешок, цельнокрайные или реже с расставленными зубчиками. Стеблевые листья более узкие, до узколанцетных, часто немного косо-супротивные, главным образом самые верхние, к основанию также коротко суженные и переходящие в короткое же общее с супротивным листом влагалище. Все листья по краю волосисто-реснитчатые, с обеих сторон голые или реже сверху с отдельными рассеянными волосками, снизу явно более бледные, иногда по средней жилке с волосками.
Корзинки одиночные, повислые или полуповислые, с язычковыми цветками диаметром 4—5,5(6) см. Обёртка широко-колокольчатая, в нижней части красновато-пурпуровая, в верхней зелёная; листочки обёртки ланцетные или реже продолговато-яйцевидные, в числе (10)12—15(17), с заметной, но не выступающей средней жилкой и неясными боковыми, снаружи покрыты рассеянными волосками, по краю реснитчатые, изнутри голые. Язычковые цветки бледно-жёлтые или более тёмно-окрашенные, в количестве (8)9—13, с язычками о 5—9 жилках, достигающими длины (14)16,5—22 мм и ширины 2,5—5(8) мм, голые и наверху с 3 голыми зубчиками, в основании суженные в ножку длиной 3,5—5 мм, покрытую рассеянными и косо вверх направленными волосками; трубчатые цветки длиной 6—8(9) мм, стянутые постепенно в явно более короткую ножку с такими же волосками, как у язычковых цветков, наверху с зубчиками, покрытыми по краю сосочками или отдельными короткими волосками. Пыльники черно-фиолетовые, выдающиеся из трубки.
Летучка короткобородчатая, превышает венчик и почти равна рыльцам трубчатых цветков и значительно превосходит ножку язычковых, грязноватая. Семянка линейная, длиной 5—6 мм, с многочисленными шероховатыми рёбрышками, голая, сероватая или буроватая.
Цветёт в июле. Плодоносит в августе.

## Таксономия
Вид Арника Лессинга входит в род Арника (Arnica) трибы Madieae подсемейства Астровые (Asteroideae) семейства Астровые (Asteraceae) порядка Астроцветные (Asterales).
|  |                                      |  |                                                             |                                                             |                    |  | ещё 12 семейств (согласно Системе APG II) | ещё 12 семейств (согласно Системе APG II)    |                                              |  |  |  | ещё 20 триб (согласно Системе APG II) | ещё 20 триб (согласно Системе APG II) |  |  |  |  | ещё около 30 видов | ещё около 30 видов |
|  |                                      |  |                                                             |                                                             |                    |  | ещё 12 семейств (согласно Системе APG II) | ещё 12 семейств (согласно Системе APG II)    |                                              |  |  |  | ещё 20 триб (согласно Системе APG II) | ещё 20 триб (согласно Системе APG II) |  |  |  |  | ещё около 30 видов | ещё около 30 видов |
|  |                                      |  |                                                             | порядок Астроцветные                                        |                    |  |                                           |                                              | подсемейство Астровые                        |  |  |  |                                       | род Арника                            |  |  |  |  |                    |                    |
|  |                                      |  |                                                             | порядок Астроцветные                                        |                    |  |                                           |                                              | подсемейство Астровые                        |  |  |  |                                       | род Арника                            |  |  |  |  |                    |                    |
|  | отдел Цветковые, или Покрытосеменные |  |                                                             |                                                             | семейство Астровые |  |                                           |                                              | триба Madieae                                |  |  |  | вид Арника Лессинга                   |                                       |  |  |  |  |                    |                    |
|  | отдел Цветковые, или Покрытосеменные |  |                                                             |                                                             |                    |  |                                           |                                              |                                              |  |  |  |                                       |                                       |  |  |  |  |                    |                    |
|  |                                      |  | ещё 44 порядка цветковых растений (согласно Системе APG II) | ещё 44 порядка цветковых растений (согласно Системе APG II) |                    |  |                                           | ещё 11 подсемейств (согласно Системе APG II) | ещё 11 подсемейств (согласно Системе APG II) |  |  |  | еще 35 родов                          | еще 35 родов                          |  |  |  |  |                    |                    |
|  |                                      |  |                                                             | ещё 44 порядка цветковых растений (согласно Системе APG II) |                    |  |                                           |                                              | ещё 11 подсемейств (согласно Системе APG II) |  |  |  |                                       | еще 35 родов                          |  |  |  |  |                    |                    |